# Myripristis pralinia
Myripristis pralinia е вид лъчеперка от семейство Holocentridae. Видът не е застрашен от изчезване.

## Разпространение и местообитание
Разпространен е в Австралия (Куинсланд), Американска Самоа, Вануату, Виетнам, Гуам, Индонезия, Кения, Кирибати, Кокосови острови, Коморски острови, Мавриций, Малдиви, Маршалови острови, Микронезия, Мозамбик, Нова Каледония, Остров Рождество, Острови Кук, Палау, Папуа Нова Гвинея, Провинции в КНР, Самоа, Северни Мариански острови, Сейшели, Соломонови острови, Тайван, Тонга, Уолис и Футуна, Фиджи, Филипини, Френска Полинезия и Япония (Рюкю).
Обитава крайбрежията на морета, лагуни и рифове. Среща се на дълбочина от 0,6 до 50 m, при температура на водата от 23,5 до 29,3 °C и соленост 33,8 – 35,5 ‰.

## Описание
На дължина достигат до 20 cm.